# Alpha-Gletscher
Der Alpha-Gletscher ist ein Gletscher auf der Ulu-Halbinsel im Nordwesten der westantarktischen James-Ross-Insel. Er mündet nordöstlich der Dinn-Kliffs in die Shrove Cove.
Das UK Antarctic Place-Names Committee benannte ihn 2015 in Anlehnung an die Benennung es südwestlich benachbarten Beta-Gletschers.